# Checking machine

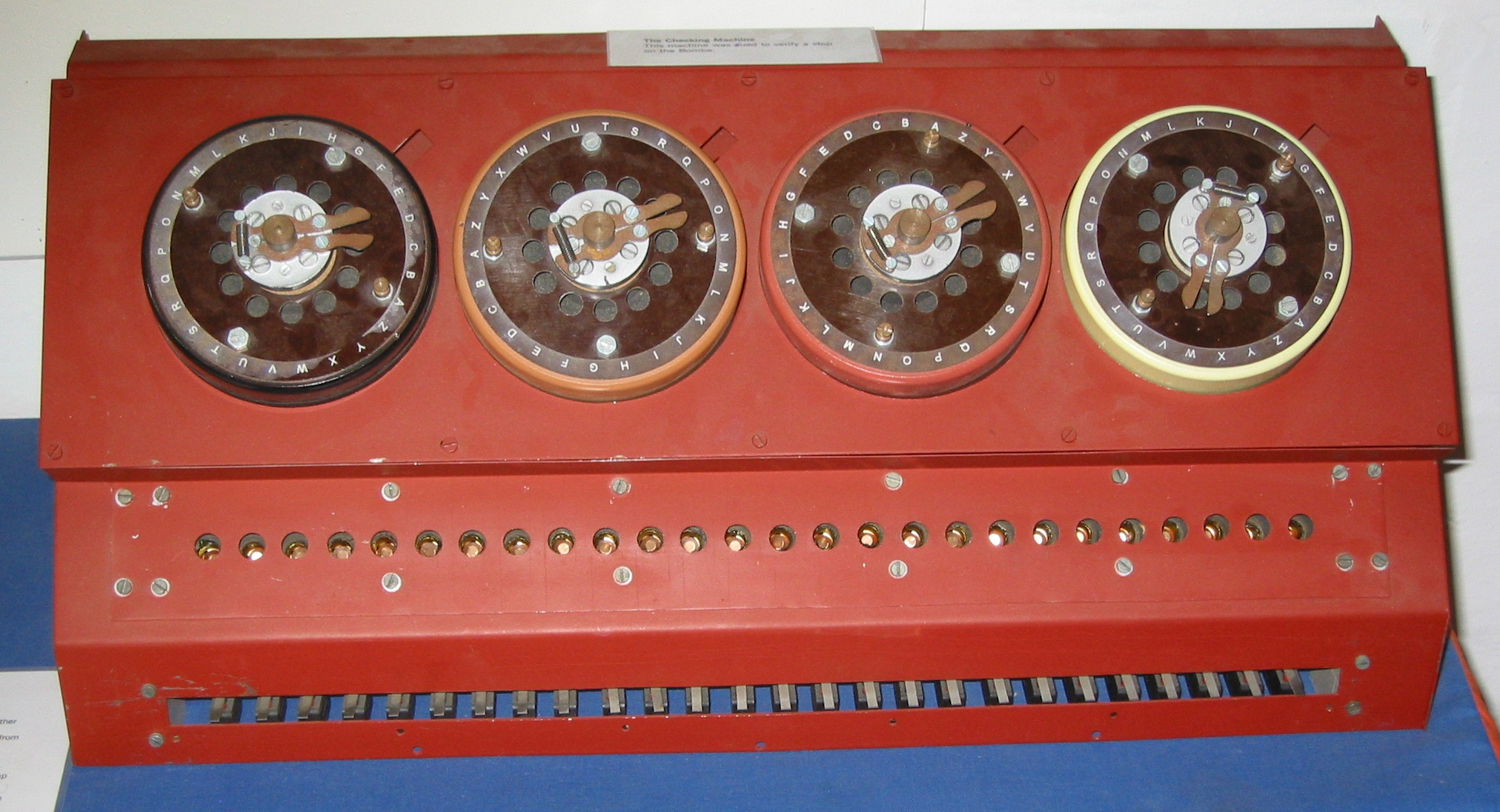
Die originalgetreu nachgebaute Checking machine im Museum von Bletchley Park

Die Checking machine (deutsch etwa: „Nachprüfmaschine“) war ein vergleichsweise einfaches aber wichtiges elektromechanisches Gerät, das während des Zweiten Weltkriegs von den britischen Codebreakers (Codeknackern) in Bletchley Park (B.P.) eingesetzt wurde, um die mit der deutschen Schlüsselmaschine Enigma verschlüsselten Funksprüche zu entziffern.
Die Checking machine diente in Ergänzung zur Turing-Bombe dazu, die von den Deutschen verwendete wahre Schlüsseleinstellung der Enigma zu finden. Prinzipbedingt gab es bei der Turing-Bombe eine Reihe von false stops (Fehltreffern), also möglichen Schlüsselkandidaten, bei der zwar alle aus dem benutzten Crib (vermutete Textpassage) abgeleiteten Bedingungen erfüllt waren, jedoch nicht der echte Schlüssel gefunden war. Diese mussten deshalb „gecheckt“ (überprüft) werden. Dazu diente die Checking machine.
Sie bildete den originalen Stromfluss einer Enigma mit ihren drei rotierenden Walzen und der Umkehrwalze nach und verfügte auch über eine zwar anders angeordnete, aber funktional identische Tastatur zur Eingabe und ein Lampenfeld zur Anzeige. Auf ein Steckerbrett hingegen wurde hier ebenso wie auf eine Fortschalteinrichtung verzichtet. Im Bedarfsfall wurden die Walzen von Hand eingestellt und weitergedreht.
Ähnlich wie die nachgebaute Turing-Bombe wurde im Rahmen eines ab 1995 über mehr als zehn Jahre lang unter der Leitung des britischen Ingenieurs John Harper am Originalort durchgeführten Nachbauprojekts im Jahr 2006 auch die originalgetreue Replik einer Checking machine fertiggestellt.